# Épipactis violacé
Epipactis purpurata
Espèce
Synonymes
Epipactis viridiflora (Hoffm.) Krock. 1814
Epipactis violacea (Dur.-Duq.) Boreau 1857
Statut de conservation UICN

 LC  : Préoccupation mineure
Statut CITES
L’Épipactis violacé (Epipactis purpurata) ou Épipactis pourpre est une espèce d'Orchidées terrestre européenne, appartenant au genre Epipactis et au groupe Epipactis purpurata.

## Synonyme
- Epipactis sessilifolia Peterm.

## Étymologie
Du latin purpuratus (vêtu de pourpre), se référant à la teinte générale de la plante.

## Description

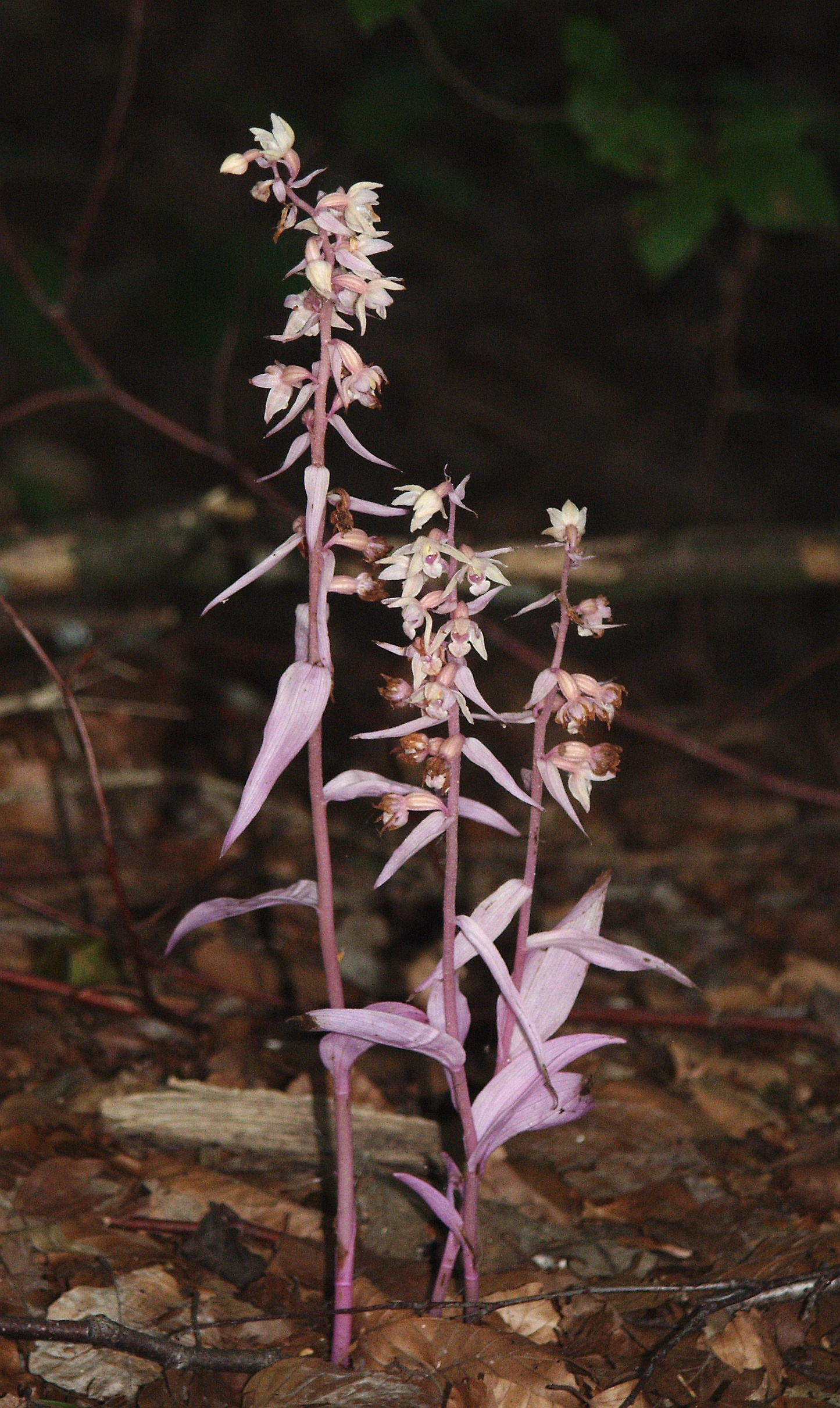
Forme sans chlorophylle
(Jura souabe, 2005)

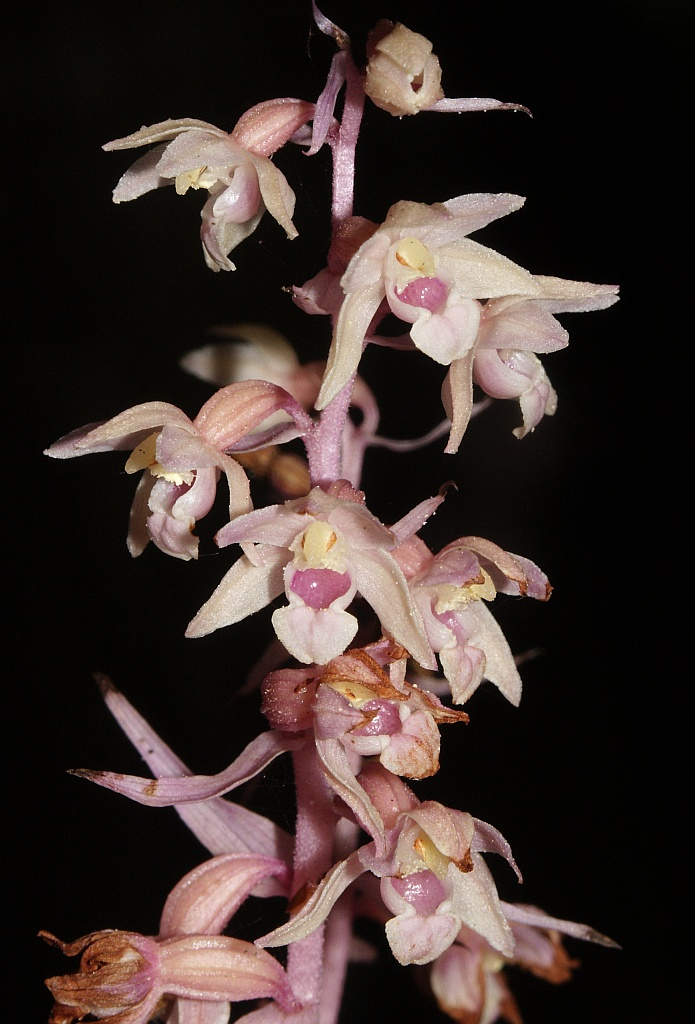
Forme sans chlorophylle, détail (Jura souabe, 2005)

Plante : haute (30-70 cm) et raide, généralement de teinte gris-violacé, souvent en touffes, à inflorescence allongée et dense.
Feuilles : souvent assez nombreuses, gris-violacé, ovales à lancéolées, réparties sous l'inflorescence.
Fleurs : assez grandes, vert-blanchâtre-rosâtre, à périanthe ouvert, au labelle blanc-rosâtre (hypochile et épichile).
Bractées : dépassant largement les fleurs vers la base de l'inflorescence.
Formes particulières :
- Forme sans chlorophylle, rare : Epipactis purpurata lusus rosea (Erdner) Soó (synonyme : var. erdneri). Plante entièrement rosâtre, parfois teintée de vert à violacé. Pieds isolés ou en touffes.
- Forme de pleine lumière, rare : plante entièrement verdâtre. Pieds isolés, rarement en touffes.

## Floraison
De mi-juillet à août (parfois début septembre).

## Habitat
0-1 200 m. Chênaies-hêtraies assez sombres et fraîches, sur sols argileux à marneux.

## Répartition
Centre-Ouest de l'Europe ; en France : large moitié nord-est, assez rare à très rare (parfois localement abondante).

## Protection
En France, plante protégée régionalement : Centre-Val de Loire, Champagne-Ardenne (uniquement Ardennes et Marne), Île-de-France, Nord-Pas-de-Calais.
Statut de conservation UICN : Préoccupation mineure (LC).